# Пау Казалс
Пау Казалс и Дефильо (на каталонски: Pau Casals i Defilló) е каталонски виолончелист, диригент, композитор и музикално-обществен деец. Известен е също като Пабло Касалс в Латинска Америка и страните с англосаксонски езици.

## Биография
Пау Казалс е роден на 29 декември 1876 г. във Вендрел, провинция Тарагона в семейството на музикант, но като малък живее в Пуерто Рико. Започва да свири на виолончело от ранна възраст и през първата половина на XX век се налага като водещия виолончелист в света. Привърженик на републиканското правителство, той напуска Испания след края на Гражданската война и вече никога не се връща в родината си, като от 1956 г. живее в Пуерто Рико, където основава симфоничен оркестър (1959) и консерватория (1960). Един от организаторите на фестивалите за камерна музика в Прадес (Франция, от 1950) и Сан-Хуан (от 1957).
Пау Казалс умира на 22 октомври 1973 година в Сан Хуан.